# Jean-François Séguier
Jean-François Séguier (Nîmes, 15 ou 25 de novembro de 1703 — Nîmes, 1 de setembro de 1784) foi um francês arqueólogo, epigrafista, astrônomo e botânico de Nîmes.

## Vida
Ele estudou direito em Montpellier, período em que desenvolveu uma paixão pela botânica. Ele era amigo e colaborador de Scipio Maffei, com quem fez uma longa viagem científica pela Europa (1732-36). Em 1755 tornou-se membro da Académie de Nîmes, servindo como seu secretétaire perpétuel de 1765 a 1784. Em 1772, tornou-se membro da Académie royale des Inscriptions et Belles-Lettres.
O gênero vegetal Seguieria (família Petiveriaceae) comemora seu nome, assim como as espécies botânicas Ranunculus seguieri (Vill. , 1779), Euphorbia seguieriana (Neck., 1770) e Dianthus seguieri (Vill., 1779).

## Trabalhos publicados
Suas obras escritas incluem uma descrição detalhada da flora nas proximidades de Verona , intitulada Plantae Veronenses, seu Stirpium quae in agro Veronensi repriuntur (3 volumes de 1745 a 1754).  Outros trabalhos notáveis associados a Séguier são:
- Bibliotheca botanica, sive, Catalogus auctorum et librorum omnium qui de re botanica, de medicamentis ex vegetabilibus paratis, de re rustica, & de horticultura tractant, 1740.
- Dissertation sur l'ancienne inscrição de la Maison-carrée de Nismes, 1759 - Dissertação sobre as antigas inscrições da Maison Carrée em Nîmes.
- Jean-François Séguier, Pierre Baux, cartas: 1733-1756.[7]